# 마이애미 305
마이애미 305(영어: Miami 305)는 미국 플로리다주 마이애미를 연고로 하는 3on3리그인 BIG3 소속 농구 팀이다.